# Leptopsyche gracilis
Leptopsyche gracilis är en nattsländeart som beskrevs av Mclachlan 1866. Leptopsyche gracilis ingår i släktet Leptopsyche och familjen ryssjenattsländor. Inga underarter finns listade i Catalogue of Life.